# Pierre Martot
Pour l’article ayant un titre homophone, voir Pierre Marteau.
Pierre Martot, né le 6 avril 1957 à Yvetot, en Seine-Maritime, est un acteur français.

## Biographie
Originaire d'Yvetot, en Seine-Maritime, Pierre Martot fait des études de psychologie clinique à Paris-Sorbonne. Il exerce d'abord la profession de psychologue clinicien, puis devient journaliste. Il est acteur depuis 1986. Il a tourné au cinéma sous la direction de Claude Chabrol, Jean-Pierre Mocky, Enki Bilal, Philippe Garrel... On le voit aussi au théâtre dans des pièces de Sophocle, Bertolt Brecht, Henrik Ibsen, Peter Handke, Beaumarchais. Il y joue les rôles d'Oedipe-roi, Créon, le comte Almaviva...
C'est la télévision qui le révèle au grand public avec de nombreuses apparitions dans des séries télévisées, en particulier dans le rôle de capitaine de police Léo Castelli au sein de la série télévisée Plus belle la vie dès 2004.
En septembre 2011, il commence un cycle de lectures publiques de grandes œuvres de la littérature universelle.
En 2015, Il a également été filmé par Gérard Courant pour son anthologie Cinématon. Il est le numéro 2880 de la collection.
En 2021, il revient au théâtre dans le rôle du Comte Almaviva dans la pièce de Beaumarchais La Mère Coupable, mise en scène par Laurent Hatat. 
La même année, il adapte le Mythe de Sisyphe d'Albert Camus pour le théâtre. Ce spectacle est en tournée depuis 2023 (Paris, Eu, Moulin d'Andé, Neuchâtel, Genève, Rochecorbon, Lourmarin, Festival Nuits de l'enclave à Valréas, Centre pénitentiaire Fleury-Mérogis, Antibes...). Il constitue l'un des grands succès du festival d'Avignon Off 2024 où il sera repris en 2025.

## Filmographie

### Cinéma
- 1986 : Les Fugitifs de Francis Veber : le brancardier
- 1988 : Une affaire de femmes de Claude Chabrol : l'Allemand
- 1990 : Nikita de Luc Besson : un employé (non crédité)
- 1990 : Il gèle en enfer de Jean-Pierre Mocky : le paysan
- 1991 : Madame Bovary de Claude Chabrol
- 1992 : Betty de Claude Chabrol : Frédéric
- 1993 : La Naissance de l'amour de Philippe Garrel : Jean (l'ami de Paul)
- 1993 : Pétain de Jean Marbœuf
- 1993 : À la poursuite du Bargougnan de Laurent Ardoint, Stéphane Duprat et Florence Roux
- 1996 : Le Jaguar de Francis Veber : un homme de main de Monsieur Maketamu
- 1996 : Tykho Moon d'Enki Bilal
- 1997 : Rien ne va plus de Claude Chabrol : un délégué
- 1998 : En plein cœur de Pierre Jolivet : un policier
- 1998 : Une minute de silence de Florent-Emilio Siri : Frantz
- 1999 : Au cœur du mensonge de Claude Chabrol : Régis Marchal
- 1999 : La Gare de de Joseph Morder
- 2001 : Le Vélo de Ghislain Lambert de Philippe Harel : le médecin Epedex
- 2001 : Ligne 208 de Bernard Dumont : Jean
- 2007 : Deux ou trois choses que je sais de Joseph Morder de Gérard Courant : lui-même
- 2014 : Octobre 2014 à Paris, Carnets filmés de Gérard Courant : lui-même
- 2014 : La Petite Fille à la pie rouge de Sylvie Habault
- 2015 : Monsieur Cauchemar de Jean-Pierre Mocky : inspecteur Courtois
- 2015 : Cinématon de Gérard Courant : lui-même
- 2016 : Une saison pour Maurice Pons de Sylvie Habault

### Télévision
- 1990 : Commissaire Moulin : Gendarme no 2 (saison 3, épisode 5 : Match nul)
- 1991 : Les Z'invincibles
- 1991 : Commissaire Moulin : l'Espagnol (saison 4, épisode 5 : L... comme Lennon)
- 1994 : Highlander : Raynard (saison 2, épisode 19 : Legacy[2])
- 1996 : Les Cordier, juge et flic : Falcot (saison 5, épisode 2 : Le Petit Juge)
- 1997 : PJ : Almasy (saison 1, épisode 5 : Surdose)
- 1998 : L'Instit de David Delrieux : Bertrand Belloy (saison 4, épisode 9 : Touche pas à mon école)
- 1998 : Julie Lescaut : M. Bordes (saison 7, épisode 2 : Bal masqué)
- 1998 : PJ : Almasy (saison 2, épisode 3 : SDF)
- 1998 : Les Pédiatres : Bernard
- 1999 : Vérité oblige : Stéphane Vogel (saison 1, épisode 2 : L'Avocat du diable)
- 2000 : Navarro : Raynald (saison 12, épisode 5 : Vengeance aveugle)
- 2000 : Une mère en colère : Jeannot
- 2001 : Les Cordier, juge et flic : André Langlois (saison 8, épisode 5 : Sang froid)
- 2001 : Commissaire Moulin : substitut Fabre-Payot (saison 6, épisode 3 : Au nom de nos enfants)
- 2002 : PJ : le père de Camille Gaudin (saison 7, épisode 6)
- 2002 : Louis Page : Campanis (saison 4, épisode 2 : Prisonniers du silence)
- 2003 : Navarro (saison 15, épisode 7 : Voleurs sans défense)
- 2003 : Les Cordier, juge et flic (saison 10, épisode 1 : Adieu mulet)
- 2004 - 2012, 2016 - 2022 : Plus belle la vie : Capitaine Léo Castelli
- 2007 : Ondes de choc (téléfilm en six épisodes)
- 2009 : PJ : Commandant Almasy (saison 12, épisodes Explosion et Impasses)
- 2010 : 6 Angles Vifs de Laurent Carcélès
- 2014 : Anarchy : Capitaine Valois
- 2022 : Les Secrets de Plus belle la vie : Coulisses et confidences (France 3)
- 2024 : La Stagiaire : Benoît Cabrera (saison 9, épisode 4 : Impact)

## Cycle de lectures publiques
Depuis 2012 :
- Lieux : Maison de la poésie Paris, circuit des médiathèques de la Ville de Paris, Reims, Antibes, Festival Terres de paroles Normandie, Théâtre Toursky Marseille, Moulin d'Andé, Festival Lecture à voix haute, circuit des médiathèques de Seine-Maritime, Festival Sand et Chopin La Seyne-sur-mer,
- Auteurs : Rainer Maria Rilke (Lettres à un jeune poète), Enrique Serna, Davide Carnevali, Liao Yiwu (Dans l'Empire des ténèbres), Philippe Vasset, Alaa El Aswany (Automobile Club d'Égypte), Albert Camus (L'Étranger, Discours de remise du prix Nobel, L'Homme révolté, Le Premier Homme, Le vent à Djémila), Homère (Odyssée), Jean-Baptiste Del Amo (Pornographia), Percival Everett (Montée aux enfers), JMG Le Clézio, Raymond Queneau (Exercices de style), Victor Hugo (Les Misérables), Jacques Prévert (Paroles), Jean Echenoz (14), Marguerite Duras (Ecrire), Jacques Lacan (Conférence à l'université catholique de Louvain), Bernard-Marie Koltès, Grégoire Delacourt, Clara Dupont-Monod, Marie-Hélène Lafon (Joseph), Olivier Truc, David Foenkinos, Jean-Marie Blas de Roblès, Laurent Mauvignier, Franck Bouysse (Glaise), Patrick Modiano (Discours de remise du prix Nobel), Maria-Luisa Macellaro La Franca (Liszt et Chopin). Tous les matins du monde (Pascal Quignard)

## Théâtre
- Depuis 2023: Le Mythe de Sisyphe d'Albert Camus. adaptation et jeu. mise en scène en collaboration artistique avec Jean-Claude Fall. Création au Lavoir Moderne Parisien puis tournée.
- 2021/2022 : La Mère Coupable ou l'autre Tartuffe, de Beaumarchais adaptation de Laurent Hatat et Thierry Piasecki
- 1993 : Le Procès de Jeanne d'Arc d'après Bertolt Brecht, Pierre Seghers et Charles Péguy
- 1995 : Voyage au pays sonore ou l'art de la question de Peter Handke, mise en scène Jean-Claude Fall, Théâtre Gérard Philipe
- 1998 : L'Opéra de quat'sous de Bertolt Brecht, mise en scène Jean-Claude Fall, Théâtre des Treize Vents
- 2003 : Un ennemi du peuple d’Henrik Ibsen, mise en scène Hervé Dubourjal — Dr Stockmann
- Brecht, une biographie de Jean-Christian Grinevald, Théâtre de la Main d’Or — Brecht
- La Noce chez les petits bourgeois de Bertolt Brecht, mise en scène Jean-Christian Grinevald, Théâtre de la Main d’Or
- Théâtre de Louis Aragon, mise en scène Eloi Recoing
- Antigone de Sophocle, mise en scène Yael Bacry — Créon
- Œdipe roi de Sophocle, mise en scène Andonis Vouyoucas, Théâtre d'Epidaure — Œdipe
- La Bibliothèque censurée d'Antonio Tabucchi, Mario Vargas Llosa, mise en scène Thierry Bedard
- La 4e guerre mondiale a commencé de Maryse Aubert
- 1999-2000 : La Toison d'or Médée d’après Euripide, mise en scène Adel Hakim
- Paroles de détenus de Yael Bacry
- The Rain-kaddish de Daniel Keene, mise en scène Yael Bacry